# Kesambi (Kesambi)
Kesambi is een bestuurslaag in het regentschap Kota Cirebon van de provincie West-Java, Indonesië. Kesambi telt 9291 inwoners (volkstelling 2010).